# Äskegylet (Ringamåla socken, Blekinge)
Äskegylet är en sjö i Karlshamns kommun i Blekinge och ingår i Bräkneån-Mieåns kustområde. Sjön är 5,7 meter djup, har en yta på 0,0128 kvadratkilometer och befinner sig 96 meter över havet.